# محوطه چلاده
محوطه چلاده در شهرستان کلاله، روستای قره تپه شیخ واقع شده و این اثر در تاریخ ۲۵ اسفند ۱۳۷۹ با شمارهٔ ثبت ۳۶۵۲ به‌عنوان یکی از آثار ملی ایران به ثبت رسیده است.